# 陈观国
陈观国（？—？），字寿宁，号惺斋，浙江海宁县人，清朝官员。进士出身。陈诜玄孙，陈世储曾孙，陈嗥孙，陈植滋之子。

## 生平
陈观国为乾隆四十年（1775年）乙未科进士，授四川通江县知县，改平武县知縣。乾隆六十年（1795年）闰二月任江苏金山县知县，七月去职，由舒怀暂署。九月复任，嘉庆元年（1796年）九月去职。嘉庆四年（1799年）任娄县知县，次年由胡念祖接任。之後历任甘泉县知县、海门厅同知，升广东崖州知州，未任去世，有孫陈恭溥。